# 제과제빵 믹스

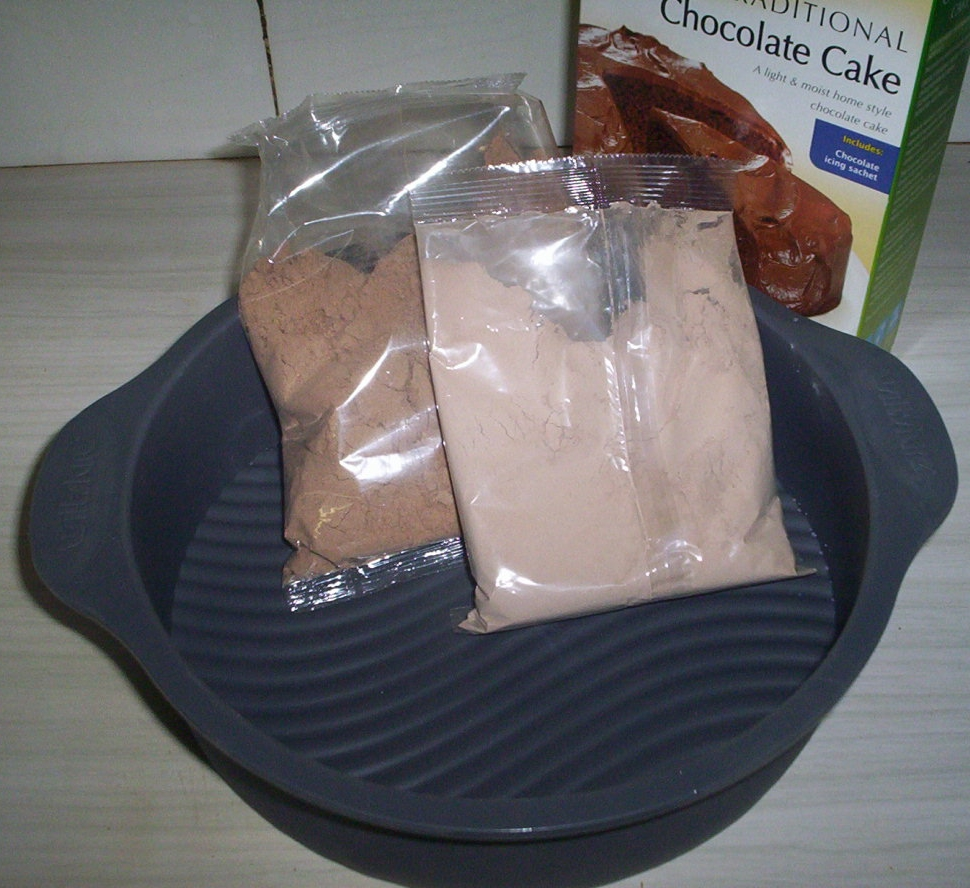
케이크 믹스

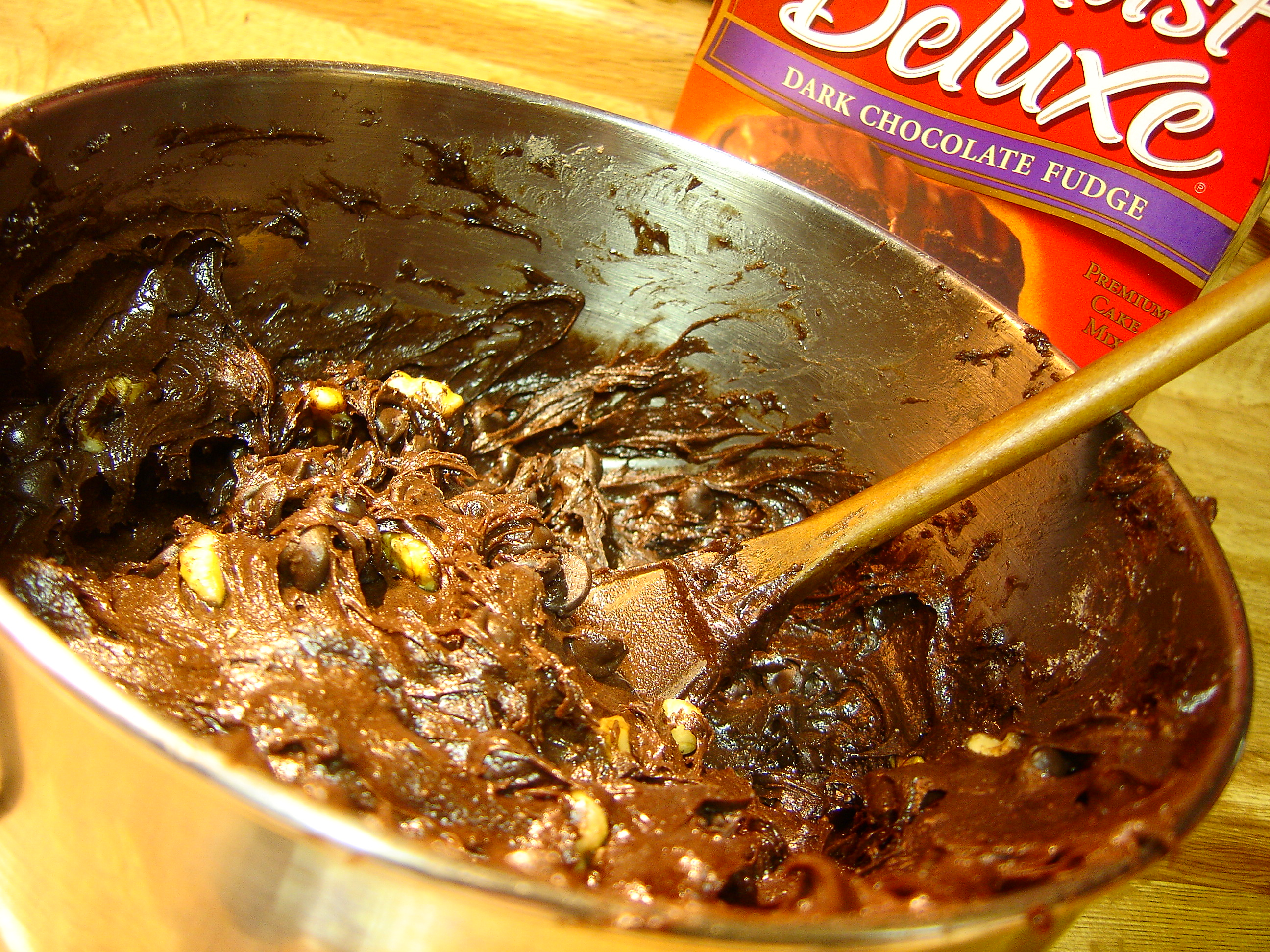
케이크 믹스를 섞는 모습

제과제빵 믹스(製菓製pão+mix, 영어: baking mix)는 제과제빵에 쓰이는 재료를 혼합해 놓은 제품이다. 흔히 밀가루, 설탕, 소금, 베이킹 파우더 등이 포함되어 있으며, 제과제빵 시 물이나 우유, 달걀 등과 섞어 쓰도록 되어 있다.